# Joaquín (Fußballspieler, 1981)
Joaquín (* 21. Juli 1981 in El Puerto de Santa María; voller Name Joaquín Sánchez Rodríguez) ist ein ehemaliger spanischer Fußballspieler. Mit 622 Spielen hält er gemeinsam mit Andoni Zubizarreta den Einsatzrekord in der spanischen Primera División.

## Karriere

### Vereine
Joaquín wuchs mit seinen Eltern sowie acht Geschwistern auf, von denen zwei ebenfalls Fußballspieler waren. Sein Onkel sicherte ihm ein Probetraining beim Jugendteam von Betis Sevilla. Nach einem erfolgreichen Probetraining kam Joaquín von seinem Heimatverein Gafa de San Luis zu Betis Sevilla.
Schon in seiner Jugend bei Betis Sevilla spielte Joaquín im rechten offensiven Mittelfeld. Sein Ligadebüt in der ersten Mannschaft von Betis, die damals in der zweiten Liga spielte, feierte er am 3. September 2000 gegen SD Compostela. Nach dem Wiederaufstieg des Vereins gab Joaquín am 26. August 2001 im Estadio La Rosaleda gegen den FC Málaga sein Debüt in der Primera División. Insgesamt spielte er fünf Saisons für Betis. Sein größter Erfolg war der Gewinn des Copa del Rey im Jahr 2005. Zudem nahm er mit Betis einmal an der UEFA Champions League und zweimal am UEFA-Pokal teil.
Im August 2006 wechselte Joaquín für eine Ablösesumme von rund 25 Millionen Euro von Betis Sevilla zum FC Valencia und stieg somit vier Jahre vor Vertragsende aus seinem laufenden Vertrag bei Betis aus. Bei Valencia gehörte er meistens dem Stammpersonal an und bestritt in jeder seiner vier Saisons mindestens 28 Ligaspiele.
Zur Saison 2011/12 wechselte Joaquín zum FC Málaga. Zur Saison 2013/14 wechselte Joaquín zum italienischen Erstligisten AC Florenz.
Am letzten Tag der Transferperiode des Sommers 2015 kehrte Joaquín zu Betis Sevilla zurück. Mit 622 Spielen ist er gemeinsam mit dem Torwart Andoni Zubizarreta der Spieler mit den meisten Einsätzen in der Primera División.

### Nationalmannschaft
Am 13. Februar 2002 debütierte Joaquín in einem Freundschaftsspiel gegen Portugal in der spanischen Nationalmannschaft. Joaquín nahm mit Spanien sowohl an der WM 2002 in Japan und Südkorea, als auch an der EURO 2004 in Portugal und der WM 2006 in Deutschland teil. 

## Titel
- Spanischer Pokalsieger (3): 2005 (Betis Sevilla), 2008 (FC Valencia), 2022 (Betis Sevilla)
- Torschützenkönig des spanischen Pokals: 2008 (mit Thierry Henry, Juan Mata und Nikola Žigić)